# Journal of Physical Chemistry Letters
The Journal of Physical Chemistry Letters (JPCL) es una nueva revista científica editada por la American Chemical Society. Ha sido diseñada para complementar al Journal of Physical Chemistry pues incluirá todas las comunicaciones que antes se publicaban en dicha revista (series A, B y C). JPCL concentra en una publicación los resultados de investigación más críticos de todas las áreas de la Química física.
El editor-jefe de la revista es George C. Schatz ed la Northwestern University y el editor-adjunto es Prashant V. Kamat de la Universidad de Notre Dame.
The Journal of Physical Chemistry Letters cubrirá las siguientes áreas temáticas, incluidas en Journal of Physical Chemistry A, B, y C:
- Dinámica, clústeres, estados excitados
- Cinética, Espectroscopía
- Química de la atmósfera, del medio ambiente y química verde.
- Estructura molecular, Química cuántica, teorías generales.
- Macromoléculas, materia blanda.
- Surfactantes, membranas
- Mecánica estadística, Termodinámica, efecto del medio.
- Bioquímica física.
- Nanopartículas y nanostructuras.
- Superficies, interfaces y catálisis.
- Transporte de electrones, dispositivos ópticos y electrónicos, materia dura
- Conversión y almacenamiento de energía

En 2014 alcanzó un factor de impacto ISI de 7.458.